# Língua wantoat
Wantoat, assim chamda por causa do rio Wantoat é uma língua Finisterre da Papua-Nova Guiné falada por cerca de 8200 pessoas.Seus dialetos são Wapu (Leron), Central Wantoat, Bam, Yagawak (Kandomin, num continuum que vai até a língua awara com a qual há 60–70% de similaridade léxica, bem como com Wapu.  As maiores vilas onde se fala o Wantoat são Gwabogwat, Mamabam, Matap, Ginonga, Kupung.

## Fonologia
| m  | n  |    | ŋ  | ŋʷ  |
| ᵐb | ⁿd | ⁿz | ᵑɡ | ᵑɡʷ |
| p  | t  | s  | k  | kʷ  |
|    |    | j  |    | w   |

Dígrafos consoantes com fonologia mista se veem em algumas palavras: 
okᵑɡa 'teu tio', kaotⁿdu 'metade', ɡeᵐbikᵐbik 'lábio', temⁿzin 'eles vão atirar naquilo', kapⁿza 'forte'
| i |   |   |   | u |
| e |   |   |   | o |
|   |   | ə |   |   |
|   | æ |   |   |   |
|   |   |   | ɑ |   |

As vogais usadas são /ie iə iɑ iu, ee eə eɑ eu, əə, ææ æə, ɑɑ ɑo ɑu, oi oə oɑ, uu/. As sílabas varia desde V (só vogal) até CVVC. A tonicidade é presente nas palavras mas tem pouca força funcional.

## Ligação externa
- Wantoat em Ethnologue